# Торелли, Джузеппе
Джузе́ппе Торе́лли (итал. Giuseppe Torelli; 22 апреля 1658, Верона — 8 февраля 1709, Болонья) — итальянский композитор, скрипач, альтист, педагог. Брат художника Феличе Торелли.
В основном работал в Болонье (1686—1695, 1701—1709), а также в Ансбахе (1697—1699) и Вене (1699—1701). Развивал жанр кончерто гроссо, наиболее активно среди композиторов барокко использовал трубу, оставил свыше 30 концертов для трубы с оркестром.

## Биография
В юности учился у Дж. Массароти в Вероне. Занимался в Болонской филармонической академии у Дж. А. Перти (композиция) и, по-видимому, у Э. Гайбары (скрипка).
В 1686—1695 годах служил альтистом в церковной капелле в Болонье. С 1695 года играл при немецких дворах, главным образом в Берлине и Ансбахе, в 1701 году возвратился в Болонью. При жизни Торелли были изданы многие его произведения. В рукописи осталось только около 30 «симфоний».
Среди его учеников — Франческо Манфредини.

## Сочинения
- 10 sonate a tre, op. 1 (1686)
- Concerti da camera a due violini e basso, op. 2 (1686)
- Sinfonie a due, tre e quattro strumenti, op. 3 (1687)
- 12 sonate per violino e basso continuo, op. 4 (1688)
- Concerto e sinfonia a quattro, op. 5 (1692)
- Concerti musicali a quattro, op. 6 (1698)
- Capricci musicali per violino e viola, op. 7
- Concerti grossi, op. 8 (1-6 per 2 violini, 7-12 per 1 violino; 1709)
- Oltre 30 concerti per 1, 2 o 4 trombe e orchestra